# Бланчард (Вісконсин)
Бланчард (англ. Blanchard) — місто (англ. town) в США, в окрузі Лафаєтт штату Вісконсин. Населення — 300 осіб (2020).

## Демографія
Згідно з переписом 2010 року, у місті мешкали 264 особи в 98 домогосподарствах у складі 74 родин. Було 114 помешкання
Расовий склад населення:
| - 99,6 % — білих |

До двох чи більше рас належало 0,0 %. Частка іспаномовних становила 1,5 % від усіх жителів.
За віковим діапазоном населення розподілялося таким чином: 24,6 % — особи молодші 18 років, 64,0 % — особи у віці 18—64 років, 11,4 % — особи у віці 65 років та старші. Медіана віку мешканця становила 40,7 року. На 100 осіб жіночої статі у місті припадало 100,0 чоловіків;  на 100 жінок у віці від 18 років та старших — 103,1 чоловіків також старших 18 років.
Середній дохід на одне домашнє господарство  становив 68 510 доларів США (медіана — 66 250), а середній дохід на одну сім'ю — 70 475 доларів (медіана — 64 167). Медіана доходів становила 51 250 доларів для чоловіків та 38 333 долари для жінок. За межею бідності перебувало 9,3 % осіб, у тому числі 10,9 % дітей у віці до 18 років та 22,9 % осіб у віці 65 років та старших.
Цивільне працевлаштоване населення становило 107 осіб. Основні галузі зайнятості: освіта, охорона здоров'я та соціальна допомога — 29,0 %, будівництво — 16,8 %, роздрібна торгівля — 10,3 %, сільське господарство, лісництво, риболовля — 8,4 %.